# Forteresse de Kehl
La forteresse de Kehl était une tête de pont fortifiée par Vauban en Allemagne à l'emplacement de l'actuelle ville de Kehl dans le Bade-Wurtemberg face à Strasbourg. Aujourd'hui, seuls quelques vestiges symboliques persistent à son emplacement.

## Histoire

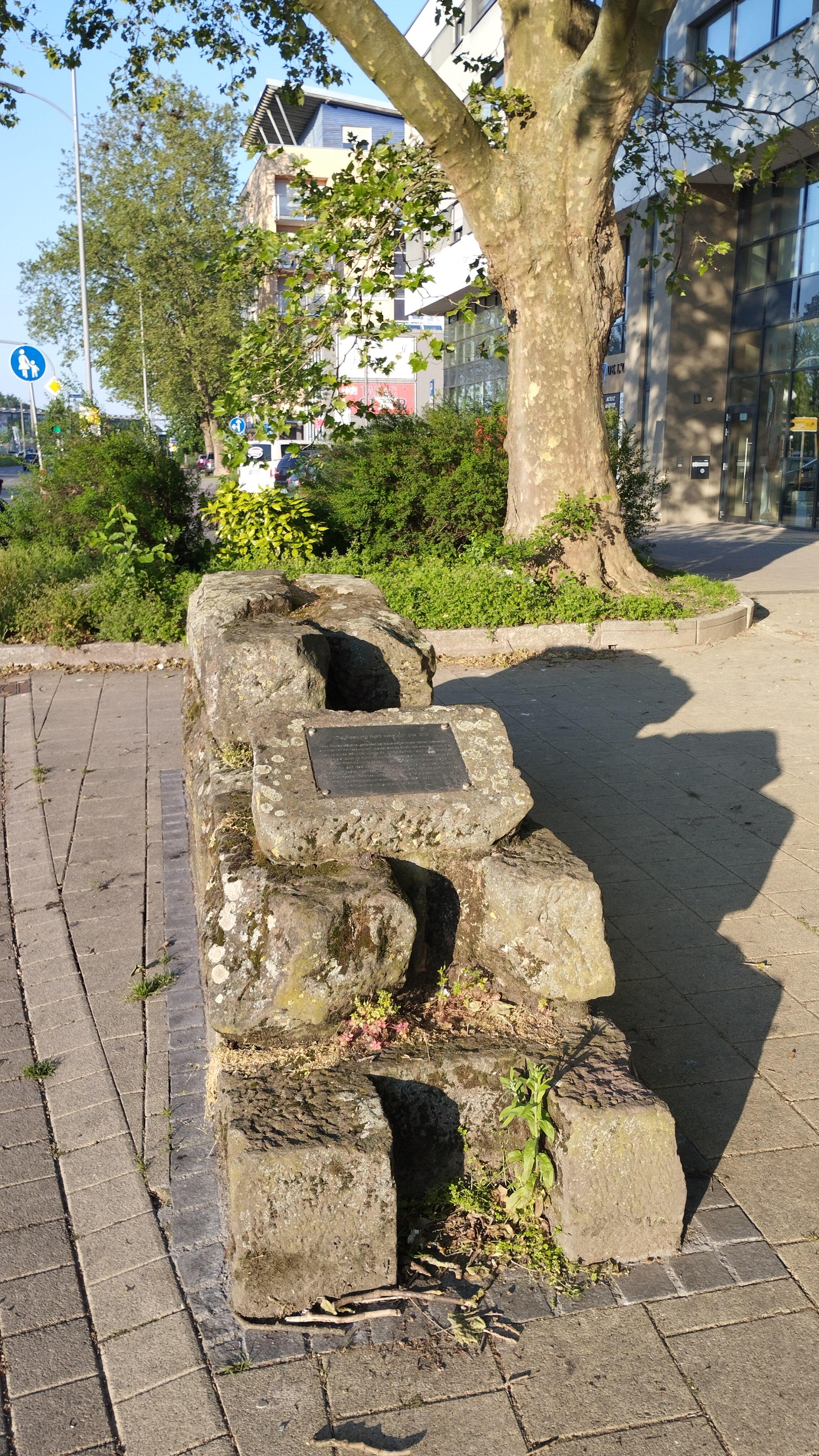
Vestiges de la forteresse de Kehl construite par Vauban installés sur la B28 dans le prolongement du pont de l'Europe à Kehl

En 1678 la ville de Kehl est annexée par la France de Louis XIV car considérée comme une section du système de défense de Strasbourg. En 1681 la ville libre impériale du Saint Empire Romain Germanique qu'est Strasbourg capitula et devint française. De fait, Kehl est transformée en une forteresse en 1683 par l'architecte français Vauban et l'ingénieur Jacques Tarade, la forteresse subira trois autres sièges en 1703, 1733 et 1796. 
« 
Les têtes de pont de Huningue, de Khell, de Cassel, etc. ont procuré ces grands avantages à l'armée française pendant la dernière guerre. »
Simon François Gay de Vernon Traité élémentaire d'art militaire et de fortification
Ce n'est que plusieurs années après la chute de Strasbourg que Kehl fut cédée au Margrave de Bade en 1698.
Cette place-forte fut détruite en 1815 par le Grand-Duc de Bade Charles II après la défaite napoléonienne.

Forteresse de Kehl 1681 - 1815
«Ces blocs de grès bigarré découverts lors de travaux de construction dans le centre de Kehl, proviennent de la forteresse de Kehl autour de laquelle la ville s'est développée. La forteresse avait été construite en 1681 sur des plans de Sébastien Le Prestre de Vauban, architecte ingénieur de Louis XIV. Elle s'étendait de l'actuelle gare ferroviaire jusqu'à la place du marché, entre le Rhin à l'ouest à la rivière Kinzig à l'est. Fréquemment assiégée, elle fut principalement sous domination badoise à partir de 1698. Elle fut rasée après les guerres de coalitions à partir de 1792 et après la chute de l'empire napoléonien en 1815. Les habitants de la ville de Kehl utilisèrent les pierres de la forteresse démolie pour reconstruire leur ville totalement détruite.»
Ces vestiges mis au jour lors de la construction du centre commercial Centrum am Markt derrière l'église Friedenskirche et du bâtiment faisant l'angle entre la Hauptstrasse et la B28 face à l'actuelle station de tram Kehl-Bahnhof ont été préservés et installés sur la B28 grâce à l'action du journaliste, régionaliste et ancien étudiant en histoire de l'art et archéologie, Carl Helmut Steckner.
Une affiche informative sur l'emplacement et l'histoire de la forteresse est visible dans le tunnel piéton de la gare.

### Édition de Kehl
Les Œuvres complètes de Voltaire, 1784-[1790], sont imprimées dans le fort de Vauban. En effet, en décembre 1780, Beaumarchais installe sa Société littéraire typographique sur le territoire du margrave de Bade, à l'abri de la censure royale et de la « douane des pensées ». En 1783, il fait débuter l'impression de la première édition avec ses nombreux volumes (70 vol. in-8 et 92 vol. in-12), avec les caractères de Baskerville.

## Galerie

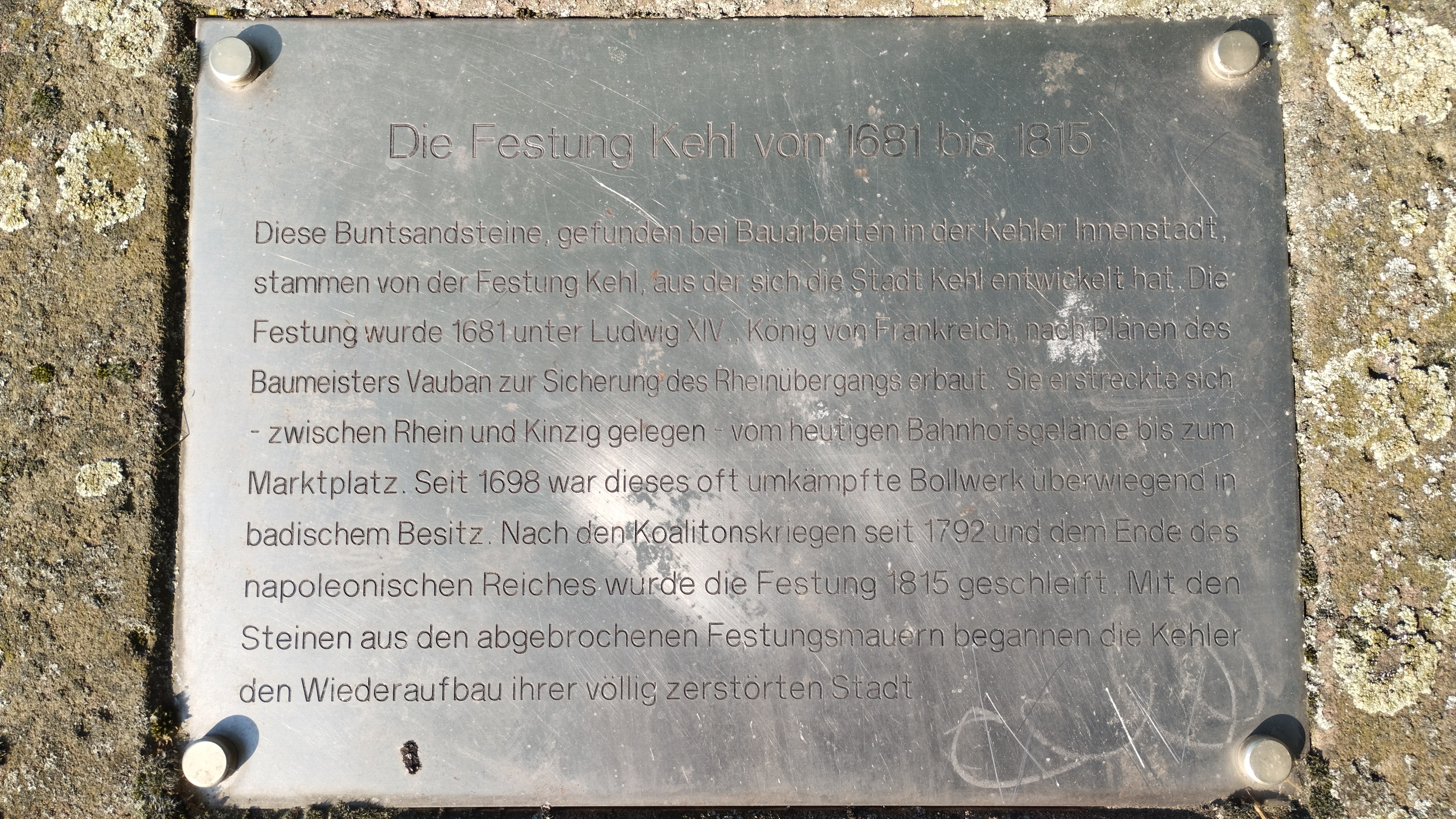
Plaque commémorative sur place (traduction en italique dans l'article)
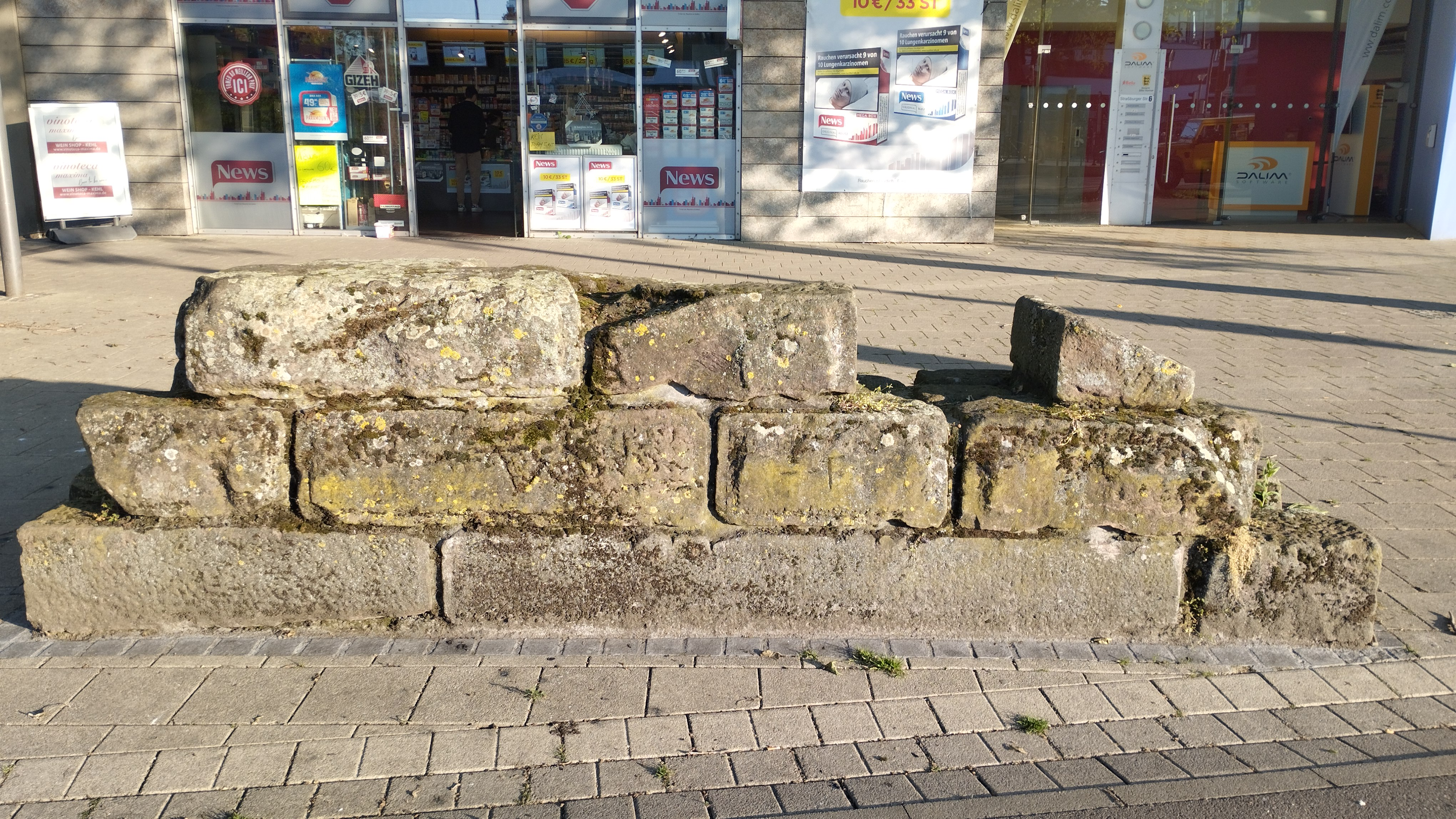
Vue latérale des blocs de grès installés symboliquement à l'emplacement de la forteresse
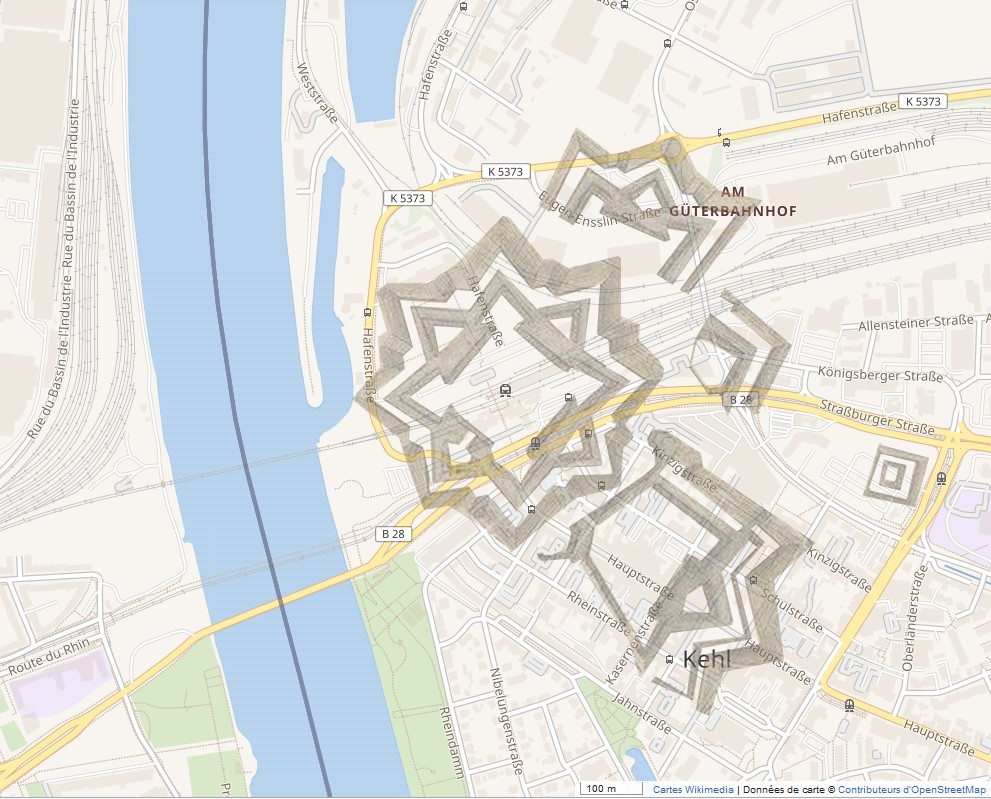
Emplacement approximatif de la forteresse sur le plan de la ville de Kehl aujourd'hui. En bas de la carte sous "Jahnstrasse", le vieux Rhin et le Rosengarten permettent de situer le cours du Rhin à l'époque
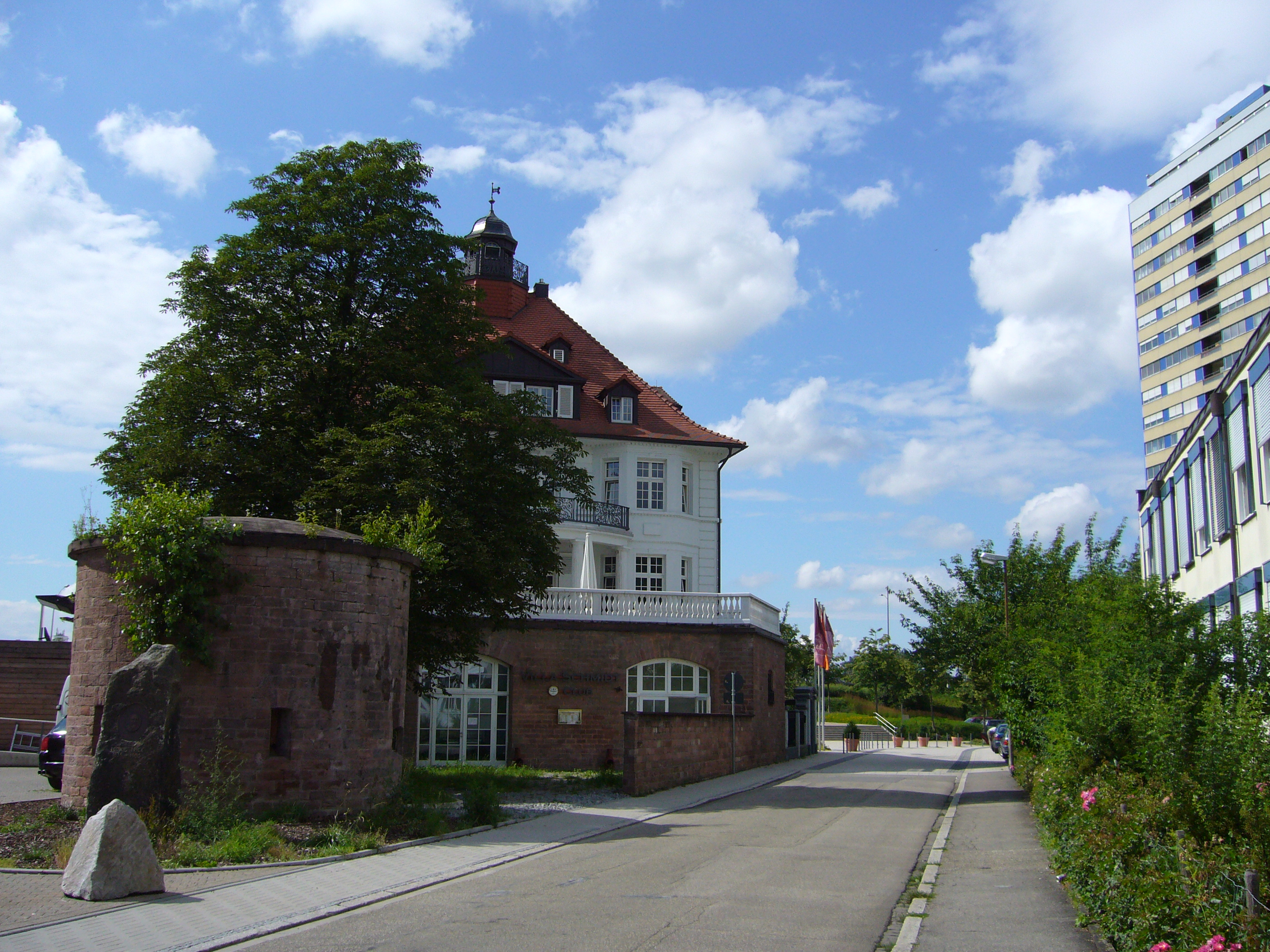
Les vestiges de la batterie sud d'un ensemble fortifié construit à partir de 1859[3] et visibles sous la Villa Schmidt sont sans rapport direct avec la forteresse du XVIIe siècle édifiée par Vauban